# Годинникова вежа (Анталія)
Годинникова башта Анталії — годинникова башта, розташована в районі Кале Капісі в Анталії.

## Історія
Башту звели 1901 року за наказом великого візира Кючюка Сайт-паші при султані Абдул-Гаміді II. Зведена на честь султана.

## Структура
Башта має квадратну форму, її верхня частина розміщена на мурі. З кожного боку висить годинник, нагорі розташовується дзвін. Висота над рівнем землі становить 14 метрів, висота верхньої частини над муром — 8 метрів. Як в годинниковій вежі Білечик, годинник цієї вежі був замінений на електронний 1974 року.

## Галерея

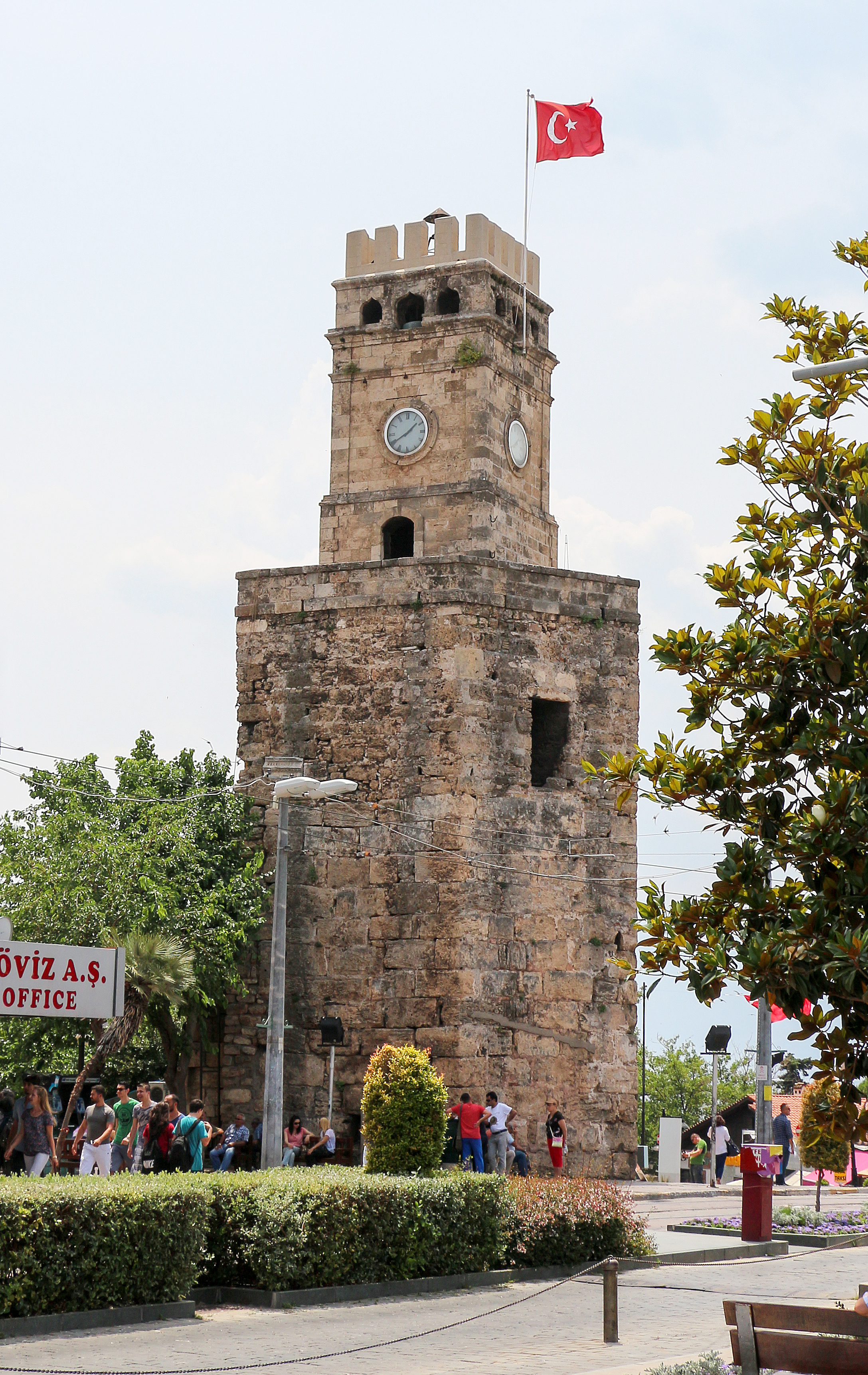
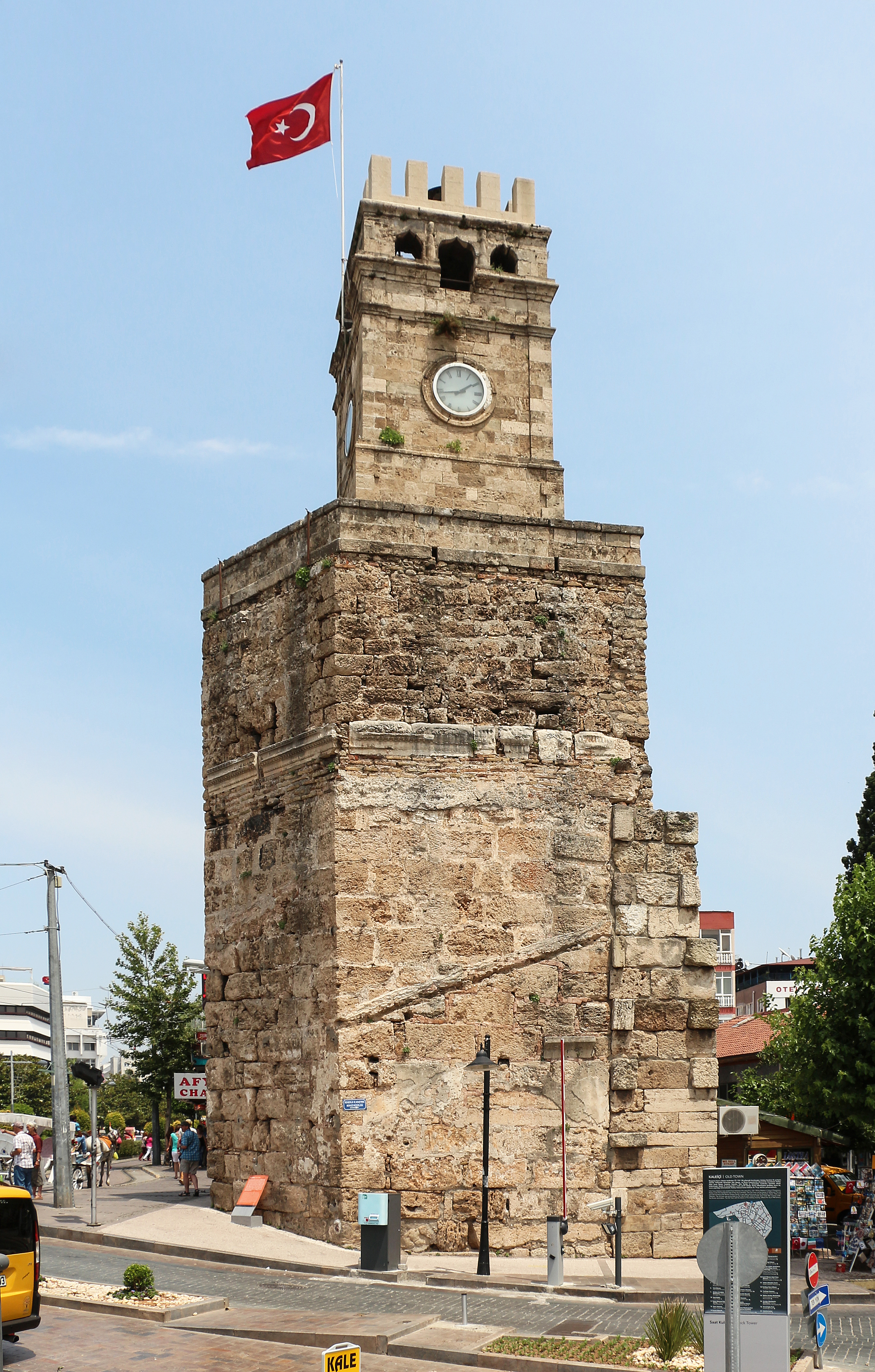
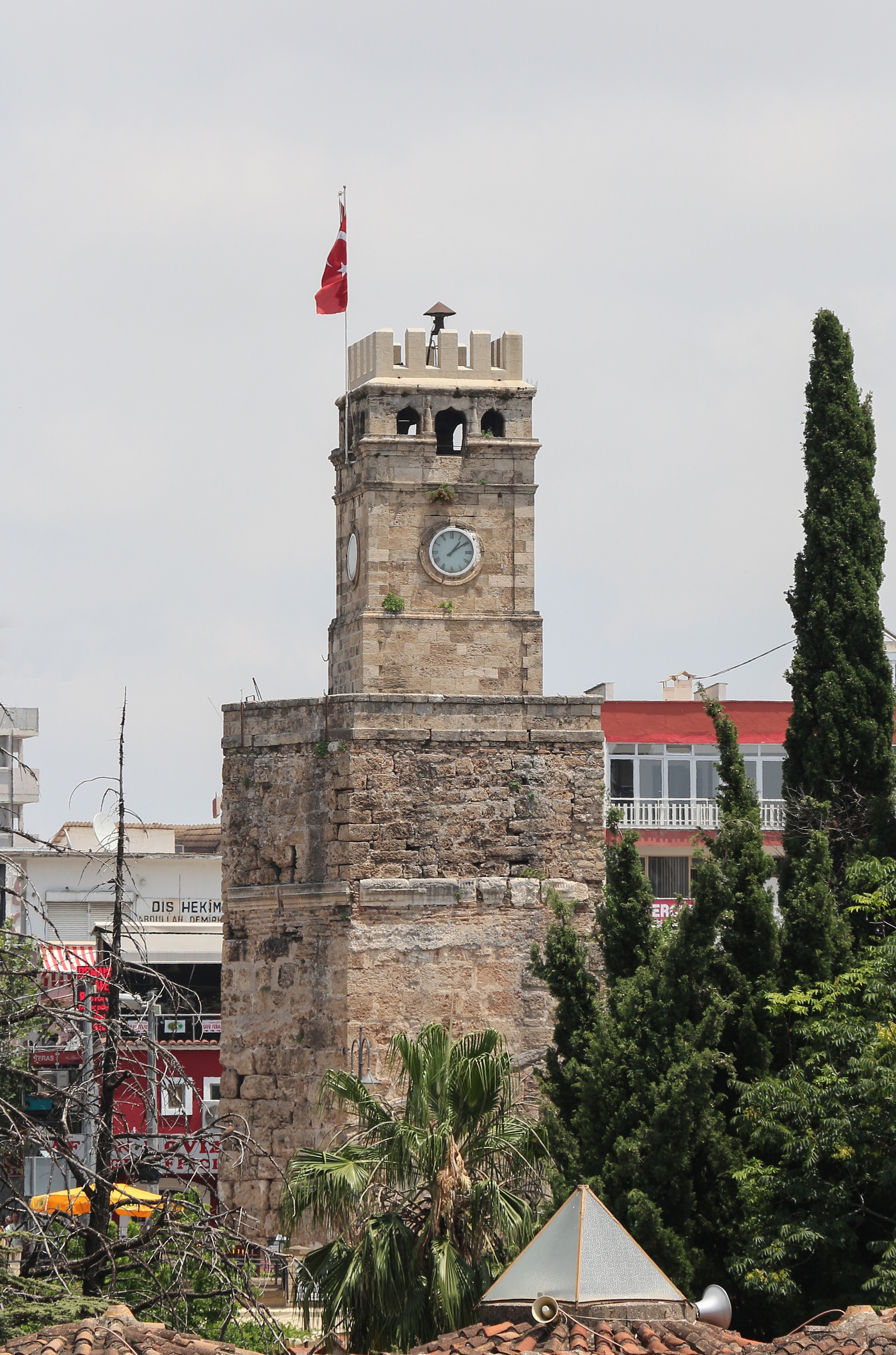
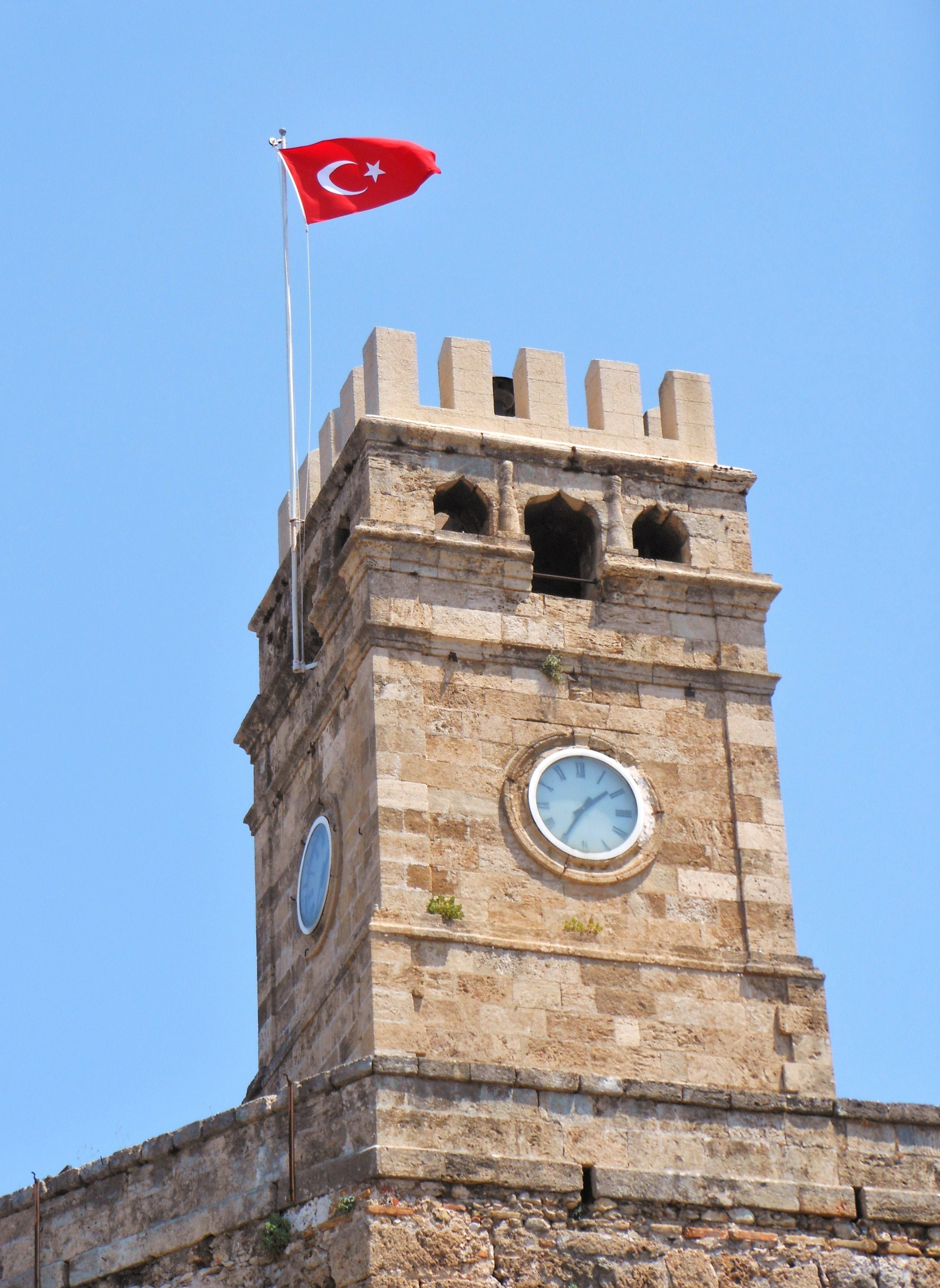